# 다쓰노쿠치정
다쓰노쿠치정(辰口町)은 이시카와현 남쪽에 위치한 다쓰구치 온천과 이시카와 동물원의 소재지로 알려진 노미군에 속하는 마을이었다.
2005년 2월 1일에 노미군의 네아가리정, 데라이정과 합병해 노미시가 되었다.